# Deporte en Australia

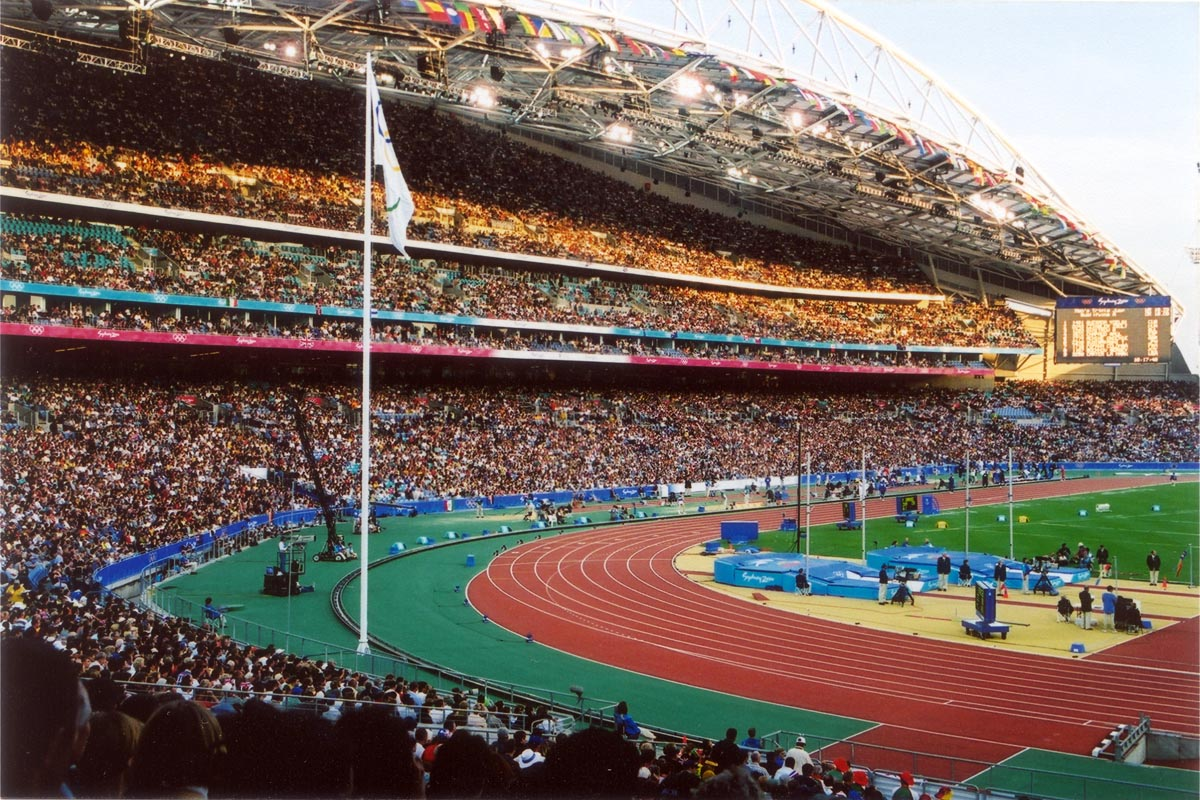
Estadio de Sídney en los Juegos Olímpicos de 2000

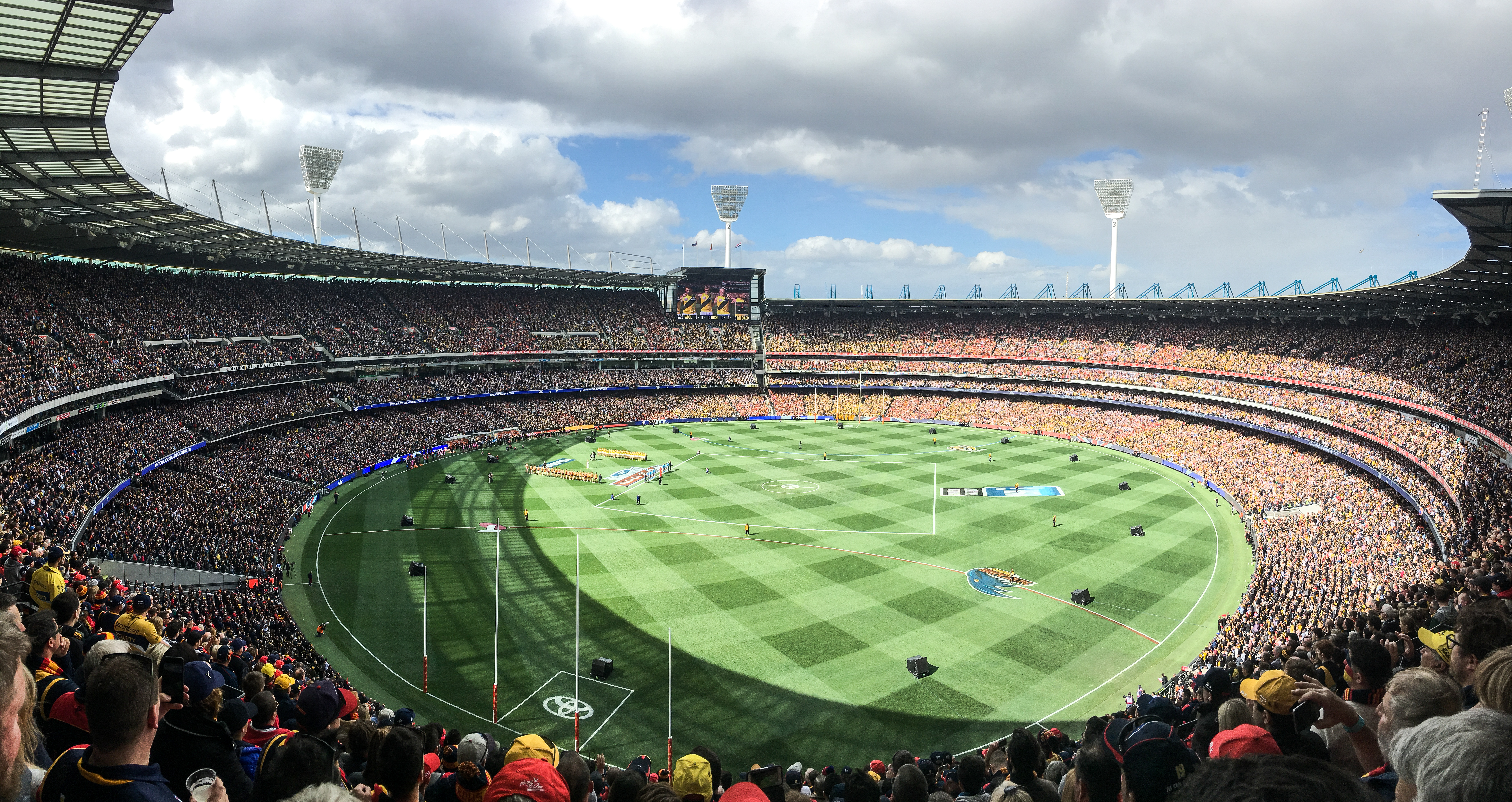
Melbourne Cricket Ground durante la Gran Final de la Australian Football League

El deporte es una parte importante de Australia que se remonta a la época colonial. El fútbol de reglas australianas, el rugby tanto en su variante union o a 15 y league o a 13, el fútbol, el críquet y el tenis son algunos de los primeros deportes organizados en Australia. El deporte ha dado forma a la identidad nacional australiana a través de eventos como el partido de baloncesto entre Australia y Estados Unidos en 2019, que atrajo a más de 100.000 personas, la Copa de Melbourne y la America's Cup. Australia también tiene el récord de mayor asistencia a un partido de rugby union, con casi 110 000 personas viendo a los Wallabies jugar contra los All Blacks en el año 2000.
En Australia hay varias ligas deportivas profesionales, como la Australian Football League (AFL) y la AFL Women's (fútbol de reglas australianas), la National Rugby League (NRL) de rugby league, el Super Rugby Pacific (Australia/Nueva Zelanda) de rugby union, la National Basketball League y la Women's National Basketball League, la A-League Men y la A-League Women (fútbol), la Australian Baseball League, la Big Bash League (críquet), la Women's Big Bash League (cricket) y la Sheffield Shield (críquet), el Suncorp Super Netball y el Supercars Championship (carreras de turismos). La asistencia a la AFL en una sola temporada atrae a más de 6 millones de personas a los partidos, mientras que la NRL atrae a algo más de 3 millones de personas en una sola temporada.
Históricamente, los códigos de fútbol de la liga de rugby y la rugby union han sido más populares que el fútbol de reglas australianas en Nueva Gales del Sur, el Territorio de la Capital Australiana y Queensland, mientras que el fútbol de reglas australianas ha sido más popular en Victoria, Tasmania, Australia Meridional, el Territorio del Norte y Australia Occidental.
Las principales ligas deportivas profesionales de Australia son similares a las de Estados Unidos y Canadá en el sentido de que no practican el ascenso y el descenso, a diferencia de las ligas deportivas de Europa y Sudamérica, ocupando usualmente un sistema de franquicias.
Australia cuenta con 7 ex números uno del mundo en squash, así como con un historial de éxitos en los Juegos de la Mancomunidad.
Los medios de comunicación desempeñan un papel importante en el panorama deportivo australiano, ya que muchos eventos deportivos se televisan o se emiten por radio. El gobierno cuenta con leyes anti-sifón para proteger a las emisoras gratuitas. Más allá de la televisión de los eventos en directo, hay muchos programas de televisión y radio relacionados con el deporte, así como varias publicaciones de revistas dedicadas al deporte. El deporte australiano también ha sido objeto de películas realizadas en Australia, como The Club, Australian Rules, The Final Winter y Footy Legends.
Como nación, Australia ha competido en muchos eventos internacionales, incluidos los Juegos Olímpicos y Paralímpicos. El país también ha sido sede en dos ocasiones de los Juegos Olímpicos de Verano en Melbourne (1956) y Sydney (2000), así como de los Juegos de la Commonwealth en cinco ocasiones. El principal responsable de la gestión del deporte de alto rendimiento en el país es el Instituto Australiano de Deportes, formada en 1981.
Australia es uno de los seis países que han disputado las copas del mundo de críquet, fútbol y rugby, junto con Inglaterra, Nueva Zelanda, Sudáfrica, Irlanda y Escocia. Inglaterra practica las tres disciplinas a nivel de élite, pero los demás países dominan menos el fútbol.
La ciudad de Melbourne es famosa por sus grandes eventos deportivos y ha sido descrita como la "capital deportiva del mundo", y uno de sus estadios, el Melbourne Cricket Ground, está considerado como la cuna del críquet y del fútbol de reglas australianas.

## Deportes

### Fútbol australiano

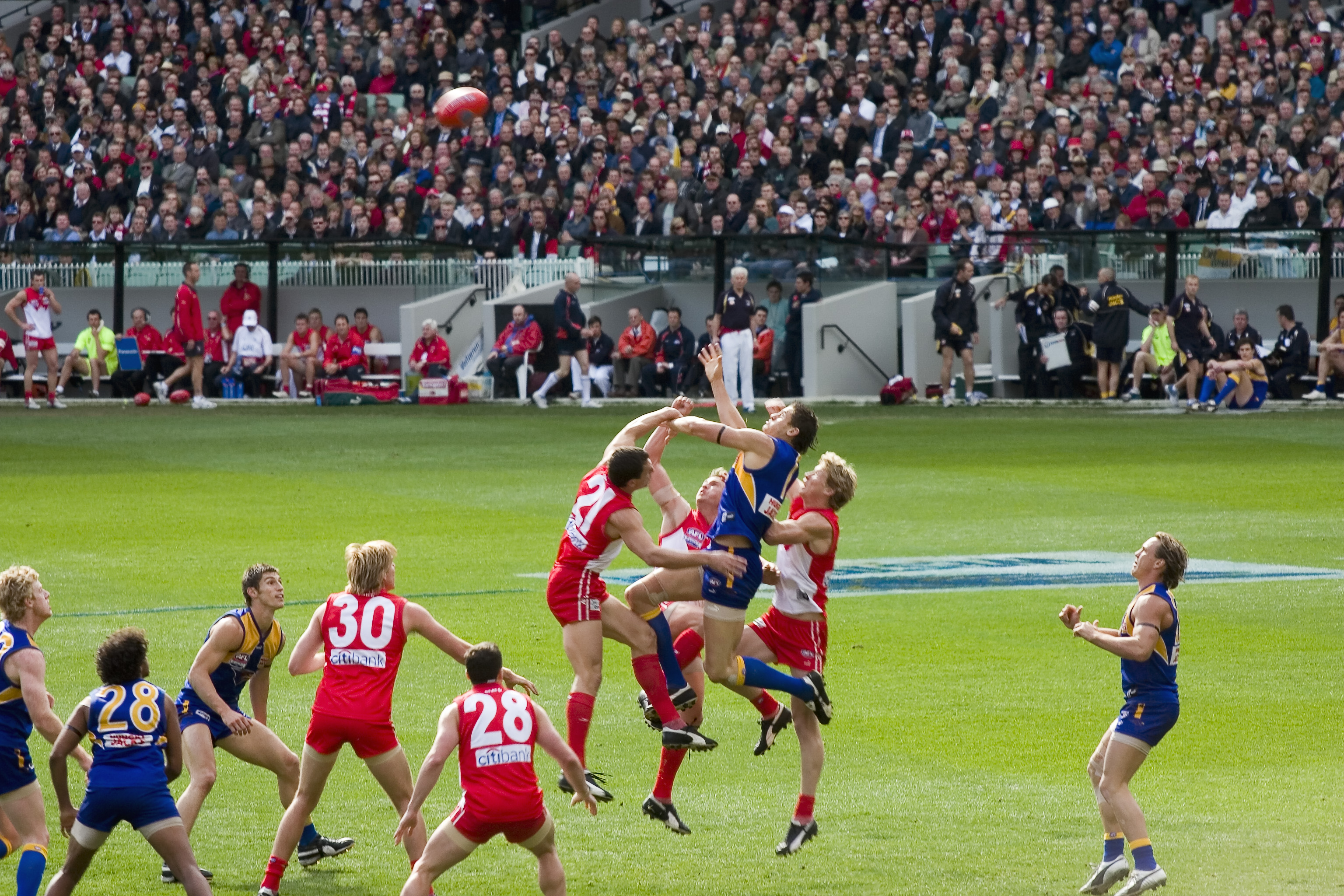
Gran Final de la Australian Football League 2005

El fútbol australiano tiene origen desconocido, aunque las reglas más antiguas que se conocen datan de 1859. Es especialmente popular en los estados de Victoria, Australia del Sur y Australia Occidental
La Liga Victoriana, fundada en 1897, se convirtió en la Australian Football League en 1990 cuando incorporó equipos de otros estados, convirtiéndose en la principal del país. Actualmente cuenta con 18 equipos, la mitad de ellos de la ciudad victoriana de Melbourne.
A partir de 1998, Australia e Irlanda se enfrentan en partidos de fútbol de reglas internacionales, que combina las reglas del fútbol australiano y el fútbol gaélico.

### Cricket

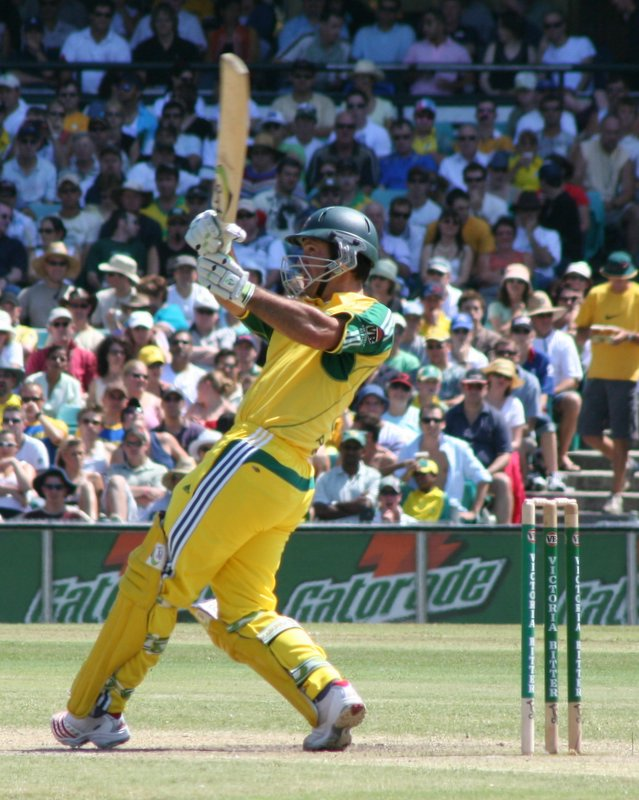
Ricky Ponting, bateador de la selección de cricket

El Melbourne Cricket Club es el club deportivo más antiguo del país, y administra el Melbourne Cricket Ground, el estadio nacional de cricket. La selección australiana se conformó por primera vez en 1877 para enfrentar a la de Inglaterra, con quien disputa la serie The Ashes. Ha disputado todas las ediciones de la Copa Mundial de Cricket desde 1975, obteniendo cinco campeonatos y dos subcampeonatos.
El principal campeonato de clubes de primera clase es el Sheffield Shield, que enfrenta a las selecciones estatales desde 1892. Los dos equipos con más títulos son Nueva Gales del Sur con 45 y Victoria con 28; Australia Occidental se destacó en las décadas de 1970 a 1990, Queensland a partir de 1990, y Tasmania a partir de la década de 2000.
Desde 1969 se disputa un torneo nacional de 50 overs, también con selecciones estatales. Entre 2005 y 2011 se jugó la T20 Big Bash de equipos estatales. En 2011 se la reemplazó por la Big Bash League, que incluye dos equipos de Sídney, dos de Melbourne y otros cuatro de Queensland, Australia Occidental, Australia del Sur y Tasmania.

### Rugby

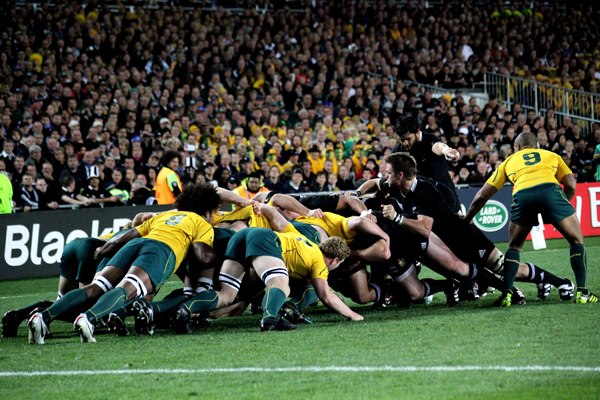
Australia enfrenta a Nueva Zelanda en la Copa Mundial de Rugby 2011

El rugby se comenzó a jugar en Australia a mediados del siglo XIX. En 1882 se disputó el primer partido entre las selecciones de Nueva Gales del Sur y Queensland.
Durante décadas, los campeonatos de clubes de rugby de Australia se organizaron a nivel estatal, destacándose los de Nueva Gales del Sur y Queensland, que se juegan desde 1874 y 1887 respectivamente. El rugby en Australia tiene una fuerte vinculación con los colegios privados de clase alta.
Entre 1986 y 1990 se jugó el South Pacific Championship, con la participación de las selecciones de Nueva Gales del Sur y Queensland. Dichos equipos disputaron también el Super 10 entre 1993 y 1995.
En 1996 se fundó el Super Rugby, el primer campeonato profesional de selecciones regionales del Hemisferio Sur, con tres equipos australianos de Nueva Gales del Sur, Queensland y Canberra. Tiempo después se sumaron Australia Occidental en 2006 y Victoria en 2011. Los equipos australianos han obtenido tres títulos del Súper Rugby.
La selección de rugby de Australia, conocida popularmente como Los Wallabies, jugó su primer partido en 1899. Desde 1932, disputa la Copa Bledisloe ante la selección de Nueva Zelanda, de las que ganó 12 de 53. Desde 1987 ha jugado ininterrumpidamente todas las ediciones de la Copa Mundial de Rugby, de la que ha obtenido dos títulos en 1991 y 1999, y dos subcampeonatos en 2003 y 2015, siendo semifinalista en 1987 y 2011.
En 1996 comenzó a jugar el Torneo de las Tres Naciones ante Nueva Zelanda y Sudáfrica, que luego se convirtió en el Rugby Championship con la incorporación de Argentina. Ganó cuatro ediciones en 2000, 2001, 2011 y 2015.
Por su parte, la selección masculina de rugby 7 ha ganado cinco ediciones del Seven de Hong Kong, fue subcampeón de la Copa del Mundo de Rugby 7 de 1993 y 2001, y  ha obtenido el segundo lugar en la Serie Mundial de Rugby 7 2000/01 y el tercero en 1999/00 y 2009/10. A su vez, la selección femenina de rugby 7 ganó la Copa Mundial de 2009 y cinco torneos de la Serie Mundial.
Australia fue sede de la Copa Mundial de 1987, 1991 y 1999. En tanto, Brisbane albergó una fecha de la Serie Mundial desde 2000 hasta 2003, Adelaida desde 2007 hasta 2011, Gold Coast desde 2011 hasta 2014, y Sídney a partir de 2016.

### Rugby league

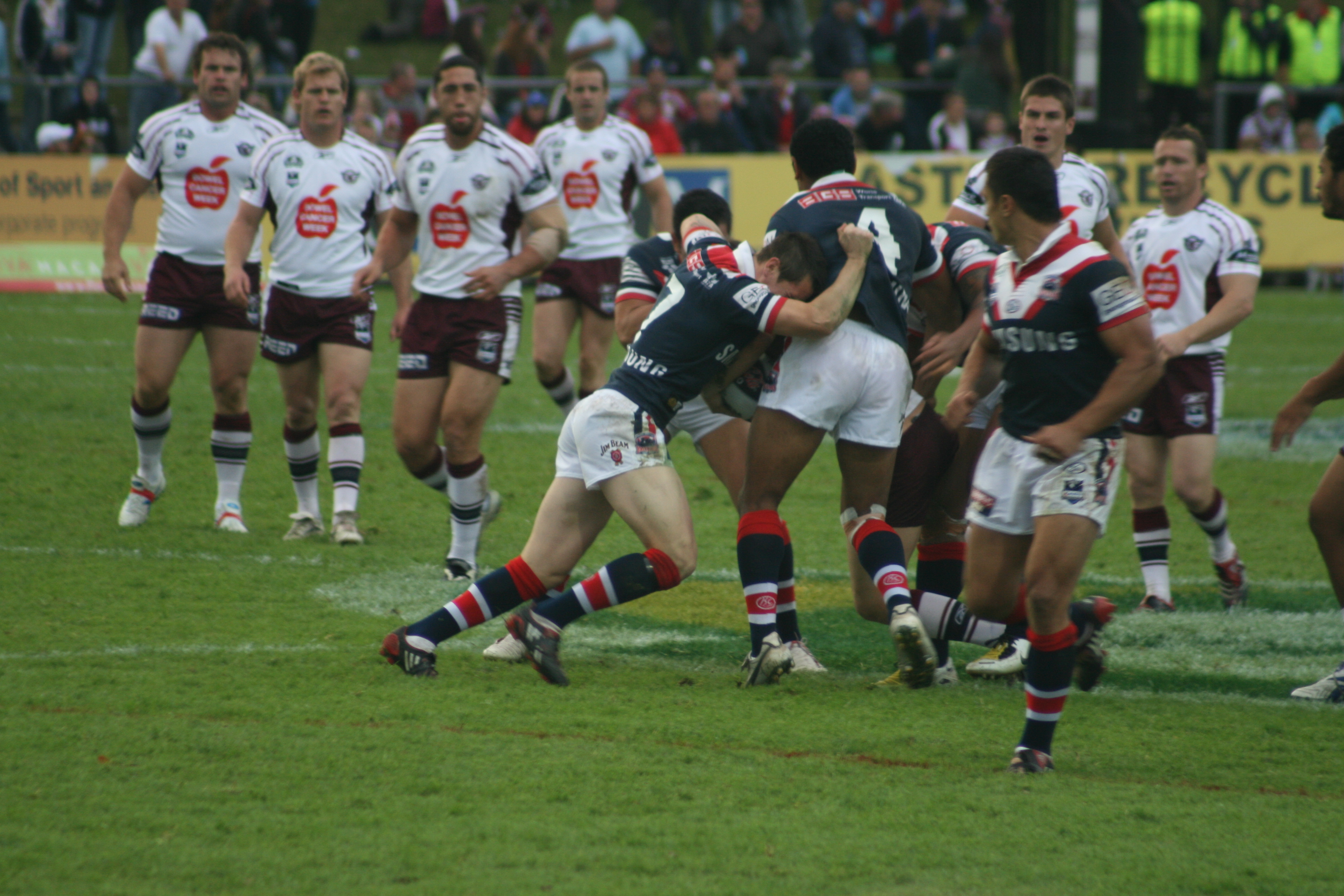
Partido de la National Rugby League 2008 entre los Sea Eagles y los Roosters

En 1907 se fundó el campeonato de rugby league de Nueva Gales del Sur y en 1908 el campeonato de Queensland, ambos con estatus profesional. En 1982, la liga de Nueva Gales del Sur se amplió a 14 equipos, incorporando por primera vez equipos fuera del área metropolitana de Sídney. En 1988 se sumaron dos equipos de Queensland, ante el debilitamiento del campeonato de ese estado.
El certamen pasó a llamarse Liga Australiana de Rugby en 1995 al ampliarse a 20 equipos, siete de ellos de fuera de Nueva Gales del Sur. En 1997, ocho equipos se escindieron y formaron la Súper Liga de Rugby, en el marco de una guerra por los ingresos económicos de televisión. En 1998 se fusionaron en la National Rugby League, que se inició con 20 equipos y actualmente cuenta con 16.
Las selecciones de rugby league de Nueva Gales del Sur y Queensland se enfrentan regularmente desde 1908. Originalmente se componían de los mejores jugadores de los respectivos campeonatos. A principios de la década de 1980 se comenzó a adoptar como regla que los jugadores jugarían para la selección del estado del que son oriundos, por lo que la serie de encuentros pasó a llamarse State of Origin.
La selección australiana de rugby league se conformó por primera vez en 1908. Ha disputado la Copa Mundial desde 1954, logrando diez títulos en catorce ediciones. Además ha disputado el Tres Naciones / Cuatro Naciones desde 1999, logrando cinco títulos en siete ediciones.

### Fútbol
El primer partido de fútbol asociación del que se tiene registro se jugó en 1880. La primera federación nacional se creó en 1911. El deporte se desarrolló con la inmigración europea, especialmente luego de la Segunda Guerra Mundial.
En la década de 1960 se jugó la Copa Australiana, el primer torneo nacional de fútbol, con un formato de eliminación directa. En 1977 se fundó la National Soccer League, que fue reemplazada en 2004 por la A-League.
La selección australiana jugó por primera vez en 1922. A partir de 1966 comenzó a disputar los torneos de clasificación a la Copa Mundial de la FIFA. Clasificó por primera vez en 1974, donde quedó última en su grupo.
Aún con la ampliación del torneo a 32 equipos en 1998, siguió sin clasificar a la Copa Mundial hasta 2006, donde alcanzó octavos de final. En 2010 clasificó y obtuvo el tercer puesto en su grupo.
La federación australiana fundó la Confederación de Fútbol de Oceanía en 1966. La selección disputó la Copa de las Naciones de la OFC entre 1980 y 2004, obteniendo cuatro campeonatos y dos subcampeonatos. La federación abandonó la confederación y se integró a la Confederación Asiática de Fútbol en 2006. Así, fue subcampeón de la Copa Asiática en 2011 y obtuvo el campeonato en 2015.

### Baloncesto
Existe una liga profesional, la NBL, aunque la mayor parte de las estrellas nacionales suelen realizar sus carreras en las principales ligas europeas y en la NBA, dando jugadores muy destacados a nivel mundial como Andrew Gaze, Luc Longley, David Andersen, Andrew Bogut, Patty Mills, Dante Exum o Ben Simmons. En baloncesto femenino, Sandy Brondello y Lauren Jackson están consideradas como dos de las mejores jugadoras de la historia. A nivel de selecciones, pese a su habitual presencia en los grandes campeonatos internacionales, no ha logrado ninguna medalla a nivel masculino, pero sí en categoría femenina.

### Deporte motor

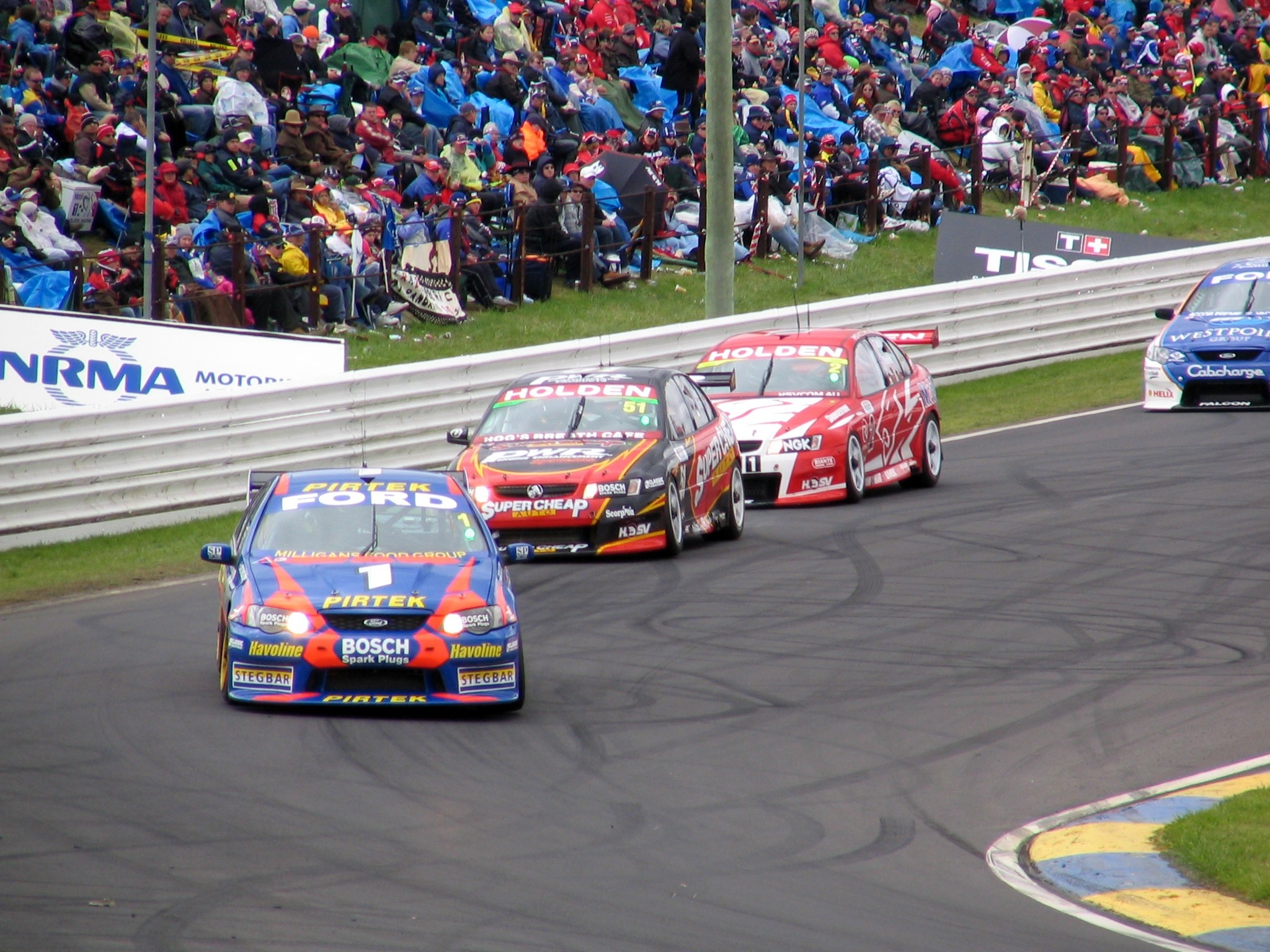
1000 km de Bathurst del V8 Supercars 2005

Jack Brabham, Alan Jones, Mark Webber y Daniel Ricciardo son los pilotos australianos más destacados en la historia de la Fórmula 1. Brabham logró 14 victorias y fue tricampeón en 1959, 1960 y 1966, Jones logró 12 victorias y el campeonato de 1980, Webber logró 9 victorias y el tercer puesto en 2010, 2011 y 2013, y Ricciardo logró 8 victorias y el tercer puesto en 2014.
En la IndyCar Series se han destacado Will Power, campeón en 2014 y 2022 y ganador de las 500 Millas de Indianápolis de 2018, y Ryan Briscoe, ganador de ocho carreras. Geoff Brabham y David Brabham, hijos de Jack, han triunfado en automóviles deportivos a nivel internacional, al igual que John Martin.
Entre 1964 y 1975, Australia fue sede de la Tasman Series, un campeonato de monoplazas que se disputaba en el receso de la Fórmula 1, y atraía a varios de los principales pilotos europeos además de los locales.
El Campeonato Australiano de Turismos, actualmente denominado V8 Supercars, se disputa desde 1960 y cuenta con un gran fanatismo por las marcas Ford y Holden, similar al de Ford y Chevrolet en Estados Unidos y Argentina. Su principal carrera son los 1000 km de Bathurst. Algunos de los pilotos de turismos más destacados han sido Peter Brock, Mark Skaife, Craig Lowndes y Jamie Whincup.
Marcos Ambrose es uno de los pocos pilotos no estadounidenses que han logrado ganar al menos una carrera de la Copa NASCAR.
Algunas carreras de automóviles deportivos disputadas en Australia han sido las 6 horas de Le Mans, la Carrera de los Mil Años y actualmente las 12 Horas de Bathurst.
Tres australianos han ganado el Campeonato Asia-Pacífico de Rally: Ross Dunkerton, Cody Crocker y Chris Atkinson. Atkinson también obtuvo seis podios absolutos en el Campeonato Mundial de Rally como piloto oficial de Subaru, y obtuvo el quinto puesto en la temporada 2008.
En el Campeonato Mundial de Motociclismo, Wayne Gardner fue campeón en 1987, Michael Doohan cinco veces consecutivas entre 1994 y 1998, y Casey Stoner en 2007 y 2011. En tanto, Troy Bayliss obtuvo el Campeonato Mundial de Superbikes tres veces en 2001, 2006 y 2008, y Troy Corser fue campeón en 1996 y 2005.
Australia ha sido sede de numerosas carreras internacionales de automovilismo: el Gran Premio de Australia de Fórmula 1 (puntuable para el campeonato mundial desde 1985, y que desde 1996 es la carrera con la que empieza el campeonato), el Gran Premio de Surfers Paradise de la serie CART (entre 1991 y 2008), el Rally de Australia del Campeonato Mundial de Rally (disputado desde 1988), y fechas de la American Le Mans Series y el A1 Grand Prix.
El Circuito de Phillip Island es la catedral del motociclismo australiano. El Gran Premio de Australia de Motociclismo, perteneciente al Campeonato Mundial de Motociclismo, se ha realizado mayoritariamente allí, y el Campeonato Mundial de Superbikes también corre allí.

### Tenis

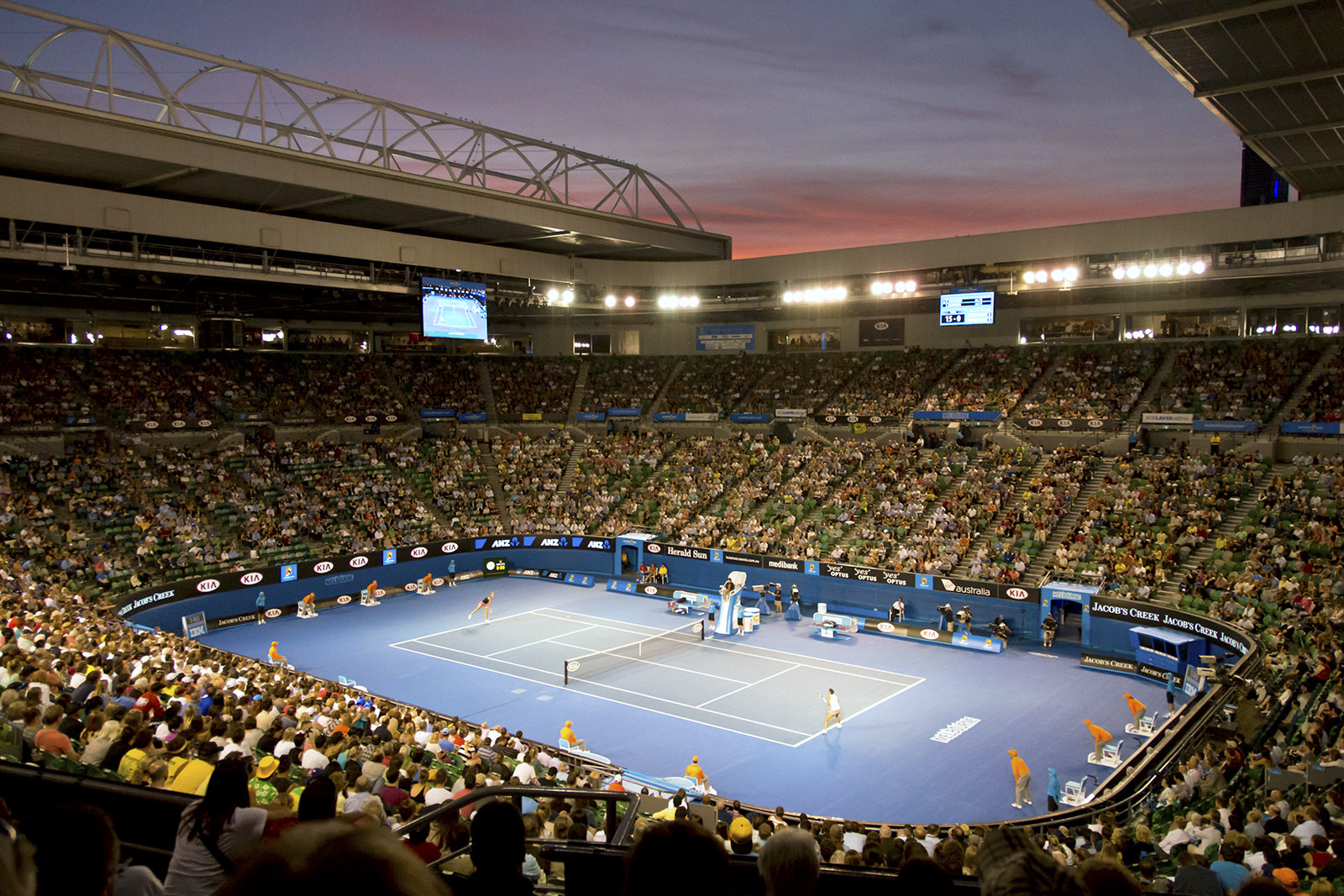
Abierto de Australia de Tenis 2013

El Abierto de Australia, disputado desde 1905, es uno de los cuatro torneos de Grand Slam. Los dos torneos que le siguen en importancia son el Torneo de Brisbane y el Torneo de Sídney, que pertenecen a los circuitos ATP World Tour 250 y WTA Premier.
Algunos de los tenistas más destacados de la historia han sido Lleyton Hewitt, Adrian Quist, John Bromwich, Jack Crawford, Roy Emerson, Gerald Patterson, Norman Brookes, John Newcombe, Frank Sedgman, Patrick Rafter, Rod Laver, Ken Rosewall, Neale Fraser, Margaret Court, Evonne Goolagong Cawley, Lesley Turner Bowrey, Nancye Wynne Bolton, Daphne Akhurst y Wendy Turnbull.

### Golf
Los torneos más prestigiosos del circuito australiano son el Abierto de Australia, el Campeonato de la PGA Australiana y el Masters de Australia. En 2012 se creó el Perth International, que tiene una bolsa de premios mayor y puntúa para el European Tour. Anteriormente se disputó en Australia cinco ediciones del Johnnie Walker Classic, así como la Copa de Presidentes de 1998 y 2011, y las dos últimas ediciones de la Copa Mundial de Golf.
Del mismo modo, el Ladies European Tour cuenta con dos torneos australianos: el Abierto de Damas y el Masters de Damas. El Abierto de Damas también forma parte del LGA Tour estadounidense desde 2012.
Greg Norman, Peter Thomson, Kel Nagle, Geoff Ogilvy, Adam Scott, Jason Day, Karrie Webb y Jan Stephenson son algunos de los golfistas australianos más destacados a nivel internacional.

### Artes marciales mixtas
Las artes marciales mixtas (MMA) se han desarrollado en Australia a partir de una amplia gama de disciplinas deportivas y de artes marciales hasta convertirse en el deporte de combate más popular en el país. En la década de 1990, las disciplinas de lucha: jiu-jitsu brasileño, y la lucha libre constituyeron la base del deporte moderno. El MMA, en su forma reconocida y regulada, llegaron a Australia a través del surgimiento del Ultimate Fighting Championship (UFC) en 1993, pero fueron precedidas por el Vale tudo en Brasil y Shoot wrestling en Japón. El deporte ganó seguidores clandestinos a través de vídeos y copias piratas de eventos de UFC a mediados de la década de 1990.
Australia es cuna de grandes peleadores, algunos de ellos con títulos mundiales, como Robert Whittaker, Alexander Volkanovski, Héctor Lombard, Jack Della Maddalena, Tai Tuivasa en la rama varonil, y Megan Anderson, Jessica-Rose Clark y Bec Rawlings en la femenil.

### Hípica
La principal carrera de caballos en plano es la Copa Melbourne, que se disputa en el hipódromo de Flemington con un recorrido de 3.200 metros en modalidad handicap. La Cox Plate es la principal carrera del país en modalidad peso por edad; se celebra en el hipódromo de Moonee Valley con un recorrido de 2040 metros. Las principales carreras de potrillos son el Australian Derby y el Victoria Derby.
También se realizan carreras de sulky, entre ellas la Inter Dominion y el Australasian Pacers Grand Circuit, y carreras con obstáculos, entre ellas la Great Eastern, la Grand Annual y la VRC Grand National.

### Surf
El hawaiano Duke Kahanamoku introdujo el surf en Australia en la década de 1910. El país cuenta con excelentes playas para la práctica del deporte. El ASP World Tour realiza torneos profesionales en Margaret River, Coolangatta y Bells Beach.

### Ciclismo
El Tour Down Under es una carrera de ciclismo en ruta que forma parte del UCI WorldTour desde 2008. Cadel Evans es el único australiano en vencer en una Gran Vuelta, el Tour de Francia 2011. Por su parte, Robbie McEwen ganó 12 etapas y tres clasificaciones por puntos en el Tour de Francia, y triunfó en otras 12 etapas en el Giro de Italia. Entre los ciclistas más destacados de Australia se encuentran además Stuart O'Grady, Simon Gerrans, Matthew Goss, Cameron Meyer y Jack Bobridge. El país cuenta con un equipo profesional masculino, Orica GreenEDGE,  y otro femenino de similares características Orica-AIS.
También destacan en el ciclismo en pista, modalidad en la que ha conseguido varios campeonatos del mundo. Uno de sus ciclistas más laureados es Michael Hepburn, 6 veces campeón del mundo.

### Hockey sobre césped
Las selecciones masculina y femenina de hockey sobre césped han sido potencias mundiales.
Los varones han obtenido la medalla de oro en los Juegos Olímpicos de 2004, la plata en tres ediciones y el bronce cinco veces. En el Campeonato Mundial obtuvieron el título en 1986 y 2010, el segundo puesto dos veces y el tercero cuatro veces. En el Champions Trophy, lograron 13 títulos y 10 segundos puestos. Por último, resultaron cuartos en la Liga Mundial 2012/14.
Por su parte, las mujeres han logrado tres medallas de oro en ocho apariciones en los Juegos Olímpicos. En el Campeonato Mundial resultaron primeras en 1994 y 1998, segundas dos veces y terceras una vez. En el Champions Trophy consiguieron seis títulos, tres segundos lugares y dos terceros. Finalmente, lograron el segundo puesto en la Liga Mundial 2012/14.

## Juegos Olímpicos

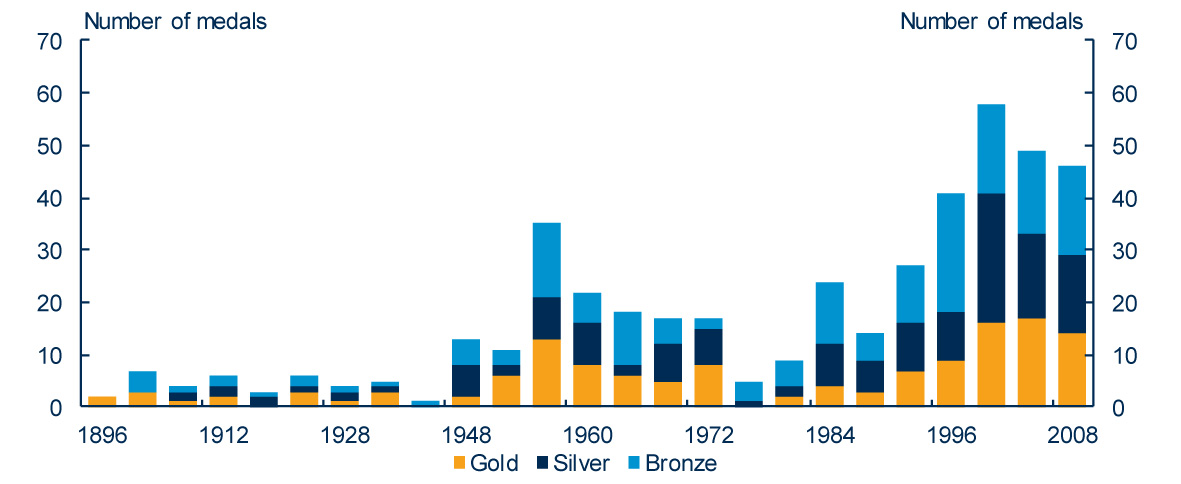
El medallero olímpico de Australia por edición hasta Beijing 2008.

El Comité Olímpico Australiano se fundó en 1895. Hubo delegación australiana en todos los Juegos Olímpicos salvo tres excepciones: Londres 1908 y Estocolmo 1912, donde compitió bajo la bandera de Australasia junto a Nueva Zelanda; y St. Moritz 1948, donde no participó.
El país ha logrado 138 medallas de oro y 468 en el historial de los juegos de verano, por lo que se ubica en el 11º puesto.
Australia se ubica en el segundo puesto en el medallero histórico en natación y hockey sobre césped, sexto en ciclismo, séptimo en saltos, octavo en remo y vela, y décimo en atletismo y equitación. En tanto, ha conseguido cinco oros y 12 medallas totales en los juegos de invierno, en su mayoría en esquí acrobático, donde se ubica en el tercer puesto en el medallero histórico.
El país ha sido sede de dos juegos de verano: Melbourne 1956 y Sídney 2000, y será sede por tercera vez en Brisbane 2032.

## Juegos de la Mancomunidad
Australia ha participado en los Juegos de la Mancomunidad desde su edición inaugural en 1930. Lidera el medallero histórico con más de 800 oros y 2000 preseas y ha obtenido el primer puesto en 12 oportunidades, más recientemente en las seis ediciones 1990 hasta 2010, y ha obtenido el segundo puesto en cinco ocasiones.
El país ha sido sede en cuatro ediciones: Sídney 1938, Perth 1962, Brisbane 1982 y Melbourne 2006, en tanto que la quinta será Gold Coast 2018.

## Selecciones nacionales
- Selección de baloncesto de Australia
- Selección de fútbol de Australia
- Selección femenina de fútbol de Australia
- Selección masculina de hockey sobre césped de Australia
- Selección femenina de hockey sobre césped de Australia
- Selección de polo de Australia
- Selección de rugby de Australia
- Selección de rugby 7 de Australia
- Equipo de Copa Davis de Australia
- Equipo de Fed Cup de Australia